# Distrito de Godavari Oeste
Godavari Oeste (en telugú; పశ్చిమ గోదావరి జిల్లా) es un distrito de India en el estado de Andhra Pradesh. Código ISO: IN.AP.WG.
Comprende una superficie de 7 742 km².
El centro administrativo es la ciudad de Eluru.

## Demografía
Según censo 2011 contaba con una población total de 3 934 782 habitantes.